# إدوارد جي. كليري
إدوارد جي. كليري هو سياسي أمريكي، ولد في 17 يوليو 1866 في Briggsville, Wisconsin ‏ في الولايات المتحدة، وتوفي في 5 أبريل 1942 في مدينة بيلينغام في الولايات المتحدة. نشط حزبياً في الحزب الجمهوري. وقد انتخب عضو مجلس ولاية واشنطن ‏.